# Liberty, Mississippi
Liberty är administrativ huvudort i Amite County i Mississippi. Liberty grundades 1809 som det nya countyts huvudort.